# ニューヨーク州道22号線

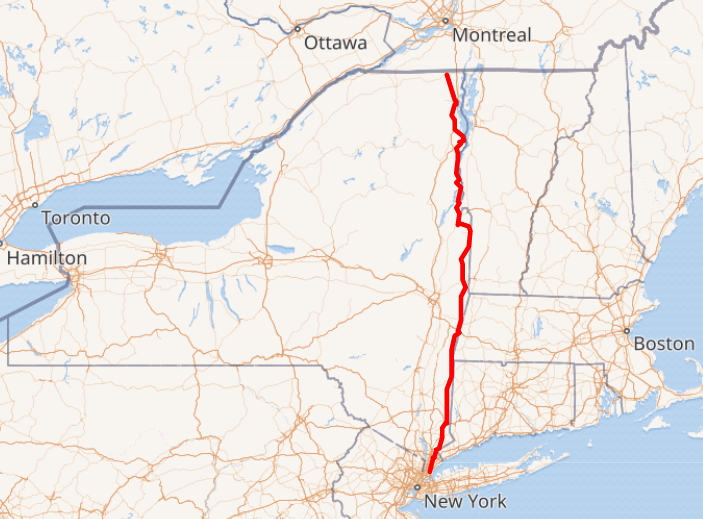
ニューヨーク州道22号線

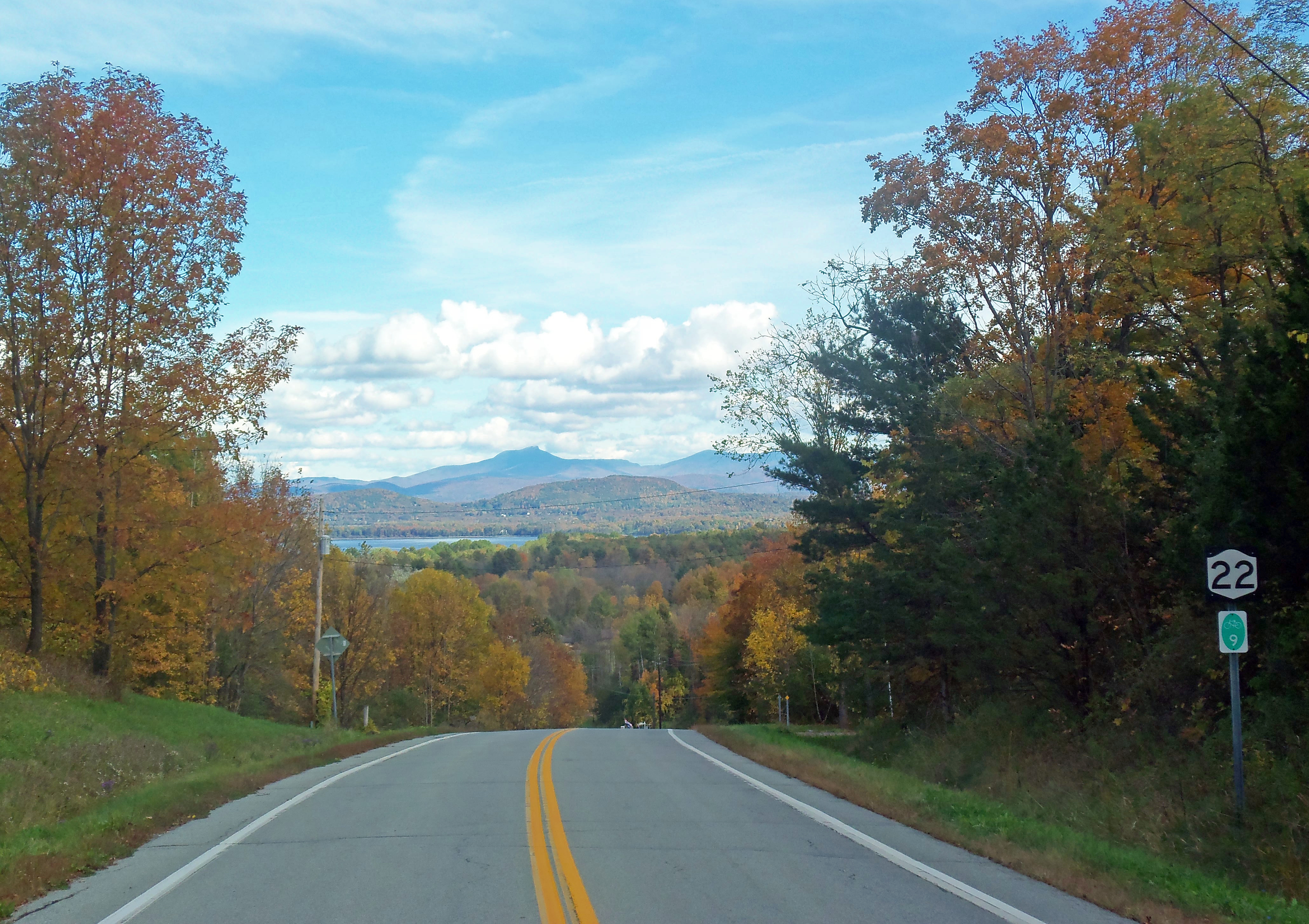
エセックス（Essex）付近でバーモント州とシャンプレーン湖が見える。

ニューヨーク州道22号線（ユーヨークしゅうどうにじゅうにごうせん、英語: New York State Route 22、略称：NY22）は、アメリカ合衆国ニューヨーク州ニューヨーク市の郊外からカナダ国境近くのクリントン郡のムーアの集落まで、ニューヨーク州の東の境界に沿う南北の州道である。全長337マイル（542キロメートル）で、州最長の南北ルートであり、ニューヨーク州道5号線とニューヨーク州道17号線に続いて3番目に長い州道である。州の主要な東西方向の道路の多くが、交差し、しばしば合流し、隣接するニューイングランド諸州に入ると、元々は部分的にこの州道に沿っていた国道7号線（U.S. Route 7）と交差する。
NY22のほぼすべてが、小さな村や集落を通る2車線の田舎道である。例外は、人口の多いブロンクスとウエストチェスター郡の南端と、北端近くのプラッツバーグの町を通る部分である。道路が通過する田園風景は、馬が放牧されている田舎や、ニューヨーク市の北部郊外にある貯水池の景色から、タコニック山脈やバークシャー高原のさらに北部にある酪農場、未開発の森林の多いアディロンダック山脈までさまざまである。シャンプレーン湖のほとりに沿って公園の脇を通る。フォートアンからキーズビルまでの86マイル（138 km）の区間は、レイクス・トゥ・ロックス・パッセージ（Lakes to Locks Passage）として知られるシーニックバイウェイの一部である。
今日のNY22の最も古い部分は、ウエストチェスター郡とシャンプレーン湖の海岸沿いにあり、インディアン・トレイルであった。オランダ人、その後イギリス人になった開拓者たちは、農産物を市場に出すために道を使い続け、最南端の部分は18世紀と19世紀にホワイト・プレーンズ郵便道になった。20世紀初頭、自動車の利用が広まるにつれ、州は使用頻度の高い部分を舗装し、新しい道路を建設して現在の高速道路を作成した。最初の道路は1930年にNY22に指定された。初期の頃、高速道路はマンハッタンで始まりました。2008年まで、その北端はカナダとの国境であった。

## 参照項目
- 国道7号線（U.S. Route 7）
- ニューヨーク州道125号線